# Góry Przymorskie
Góry Przymorskie (ros.: Приморский хребет, Primorskij chriebiet) – pasmo górskie w azjatyckiej części Rosji, rozciągające się wzdłuż zachodniego brzegu Bajkału na długości ok. 350 km. Najwyższy szczyt, Trójgłowy Golec, osiąga 1728 m n.p.m. Pasmo zbudowane głównie z proterozoicznych piaskowców, wapieni, gnejsów i granitów. Wschodnie zbocza opadają stromo ku Bajkałowi, natomiast zbocza zachodnie są łagodne. Występują formy krasowe. Góry porośnięte lasami sosnowymi i modrzewiowymi. W części północno-wschodniej występują stepy.